# Приняно сула Секия
Приня̀но сула Сѐкия (на италиански: Prignano sulla Secchia, на местен диалект Pèrgnan, Пернян) е малко градче и община в Северна Италия, провинция Модена, регион Емилия-Романя. Разположено е на 557 m надморска височина. Населението на общината е 3770 души (към 2012 г.).